# Zekritia
Zekritia es un género de foraminífero bentónico de la familia Soritidae, de la superfamilia Soritoidea, del suborden Miliolina y del orden Miliolida. Su especie tipo es Zekritia langhami. Su rango cronoestratigráfico abarca el Turoniense (Cretácico superior).

## Clasificación
Zekritia incluye a la siguiente especie:
- Zekritia langhami †